# Hydrogeologický kolektor
Hydrogeologický kolektor je prostředí, v němž jsou nebo mohou být akumulovány v horninovém prostředí tekutiny. Tyto akumulace mají z hlediska podzemní hydrauliky určité společné rysy, nezávislé na jejich látkové podstatě. 

## Vlastnosti
Hydrogeologický kolektor je horninové těleso, jehož propustnost je v porovnání s propustností bezprostředně přilehlého horninového prostředí natolik větší, že se v něm gravitační voda za stejných hydraulických podmínek pohybuje mnohem snadněji. Jedná se tedy o horninové těleso s výrazně (řádově) vyšší propustností než je propustnost bezprostředně sousedícího horninového prostředí. Část hydrogeologického kolektoru, která je nasycená podzemní vodou, se označuje jako zvodeň. Hranice kolektoru jsou zčásti geologické, tvořené kontaktem kolektoru s okolními izolátory a tudíž jsou stabilní a zčásti hydrologické – volná hladina, proměnlivé v čase a prostoru.

## Typy
- Kolektor kavernově-puklinový je hydrogeologický kolektor kombinovaného typu, jehož propustnost je dána přítomností vzájemně komunikujících kavernovitých dutin a puklin. V případě, že jde o kaverny krasového původu (krasové dutiny) se označuje jako krasově-puklinový kolektor.
- Kolektor kombinovaný je hydrogeologický kolektor s kombinovanou propustností.
- Kolektor nádržní je kolektor uložený ve vztahu k morfologii terénu a k přilehlým izolátorům tak, že je schopen udržet v sobě zvodeň i po přerušení napájení.
- Kolektor napjatý je kolektor obsahující napjatou zvodeň.
- Kolektor průlinový je hydrogeologický kolektor, který má pouze průlinovou propustnost.
- Kolektor puklinový je hydrogeologický kolektor s puklinovou propustností. Pokud nevykazuje jiný druh propustnosti, označuje se jako ryze puklinový kolektor. Kolektor, který má mimo puklinové propustnosti i nezanedbatelný podíl propustnosti jiného druhu se označuje jako kombinovaný kolektor.
- Kolektor vodicí je hydrogeologický kolektor uložený ve vztahu k morfologii terénu a k přilehlým hydrogeologickým isolátorům takovým způsobem, že není schopen v sobě trvale udržet zvodeň po přerušení dotace – na rozdíl od nádržního kolektoru z něj může veškerá volná voda odtéci gravitačně.
- Kolektor vrstevní je hydrogeologický kolektor přibližně deskovitého tvaru, zpravidla sedimentárního původu, v němž hlavní směry proudění jsou víceméně rovnoběžné s vrstevními plochami.